# Tripadvisor
Tripadvisor est une entreprise américaine spécialisée dans la réservation en ligne.
Elle permet aux voyageurs de réserver des vols, des véhicules, des hôtels, et des places dans des restaurants partout à travers le monde.
La société n'est pas un fournisseur direct de services, mais un intermédiaire qui met en contact un client avec des entreprises.
Tripadvisor offre également des guides de voyages ainsi que un forum en ligne accessible à ses membres.
Le groupe est coté à la bourse de New York.
Son siège se trouve à Newton au Massachusetts.

## Fonctionnement
Tripadvisor offre des avis et des conseils touristiques émanant de consommateurs sur des hôtels, restaurants, villes et régions, lieux de loisirs, etc., à l'international. Il référence plus de 4,4 millions d'hébergements, de restaurants et d'attractions à travers le monde. Outre les commentaires des voyageurs, il offre également des liens sur des informations correspondant à des articles de journaux, de magazines ou de guides de voyages ainsi qu'un forum accessible à ses membres.
La société, qui se déclare « le plus grand site de voyage au monde », est présente dans 45 pays dont la Chine sous le nom de Daodao. Elle accueille plus de 315 millions de visiteurs uniques chaque mois et recueille plus de 500 millions d’avis et d’opinions.
Son logo représente une tête de hibou avec un œil rouge et l'autre vert.
Les sites de la marque Tripadvisor exploitent un grand nombre de sites web localisés, notamment dans les pays suivants : Royaume-Uni, France, Irlande, Allemagne, Italie, Espagne, Inde, Portugal, Brésil, Suède, Pays-Bas, Canada, Danemark, Turquie, Mexique, Autriche, Norvège, Pologne, Australie, Singapour, Thaïlande, Russie, Grèce, Indonésie, Chine.
Son siège social est situé à Newton (Massachusetts), États-Unis.

## Historique
Tripadvisor a été fondé en février 2000 par Stephen Kaufer et Langley Steinert grâce au financement de Flagship Ventures, de Bollard Group et d’investisseurs privés. Racheté en 2004 par la filiale Expedia de IAC/InterActiveCorp, le site s'en est séparé le 6 décembre 2011 avant d'effectuer son introduction en bourse au Nasdaq.

Logo de TripAdvisor jusqu'en janvier 2020

## Principaux actionnaires
Au 25 février 2020:
| Liberty TripAdvisor Holding        | 14,3% |
| The Vanguard Group                 | 8,21% |
| Eagle Capital Management           | 6,68% |
| Capital Research & Management (WO) | 6,50% |
| Wellington Management              | 5,89% |
| FIL Investment Advisors            | 3,61% |
| Tcmi                               | 3,60% |
| Baillie Gifford & Co.              | 3,31% |
| BlackRock Fund Advisors            | 3,29% |
| Matrix Capital Management          | 2,90% |

## Modèle économique
Tripadvisor est entièrement gratuit pour les utilisateurs. L'entreprise touche plusieurs types de revenus :
- des revenus au clic : dès qu'un internaute qui cherche des tarifs et disponibilités clique sur le lien proposé. Ces revenus représentaient 87 % du revenu global en 2008 et sont passés à 77 % en 2012 ;
- des revenus au display : c'est de la publicité classique d'un office de tourisme ou d'un acteur du voyage en général. Ces revenus représentaient 13 % du revenu global en 2008 et sont restés globalement constants depuis ;
- des abonnements : les hôteliers ont la possibilité de payer un abonnement afin de pouvoir afficher leur adresse de courriel, leur site web et d'éventuelles promotions. Ces revenus ont été mis en place et ont atteint 14 % en 2012 (6 % en 2010, 8 % en 2011)[7].

Le chiffre d'affaires global a représenté 763 millions de dollars en 2012, en hausse de 20 % par rapport à 2011. Le bénéfice avant impôts représente 37 % du chiffre d'affaires à  282 millions de dollars, 25 % après impôts à 195 millions de dollars.
La part de revenu généré aux États-Unis a diminué de 82 % en 2008 à 51 % en 2012. Le Royaume-Uni « pèse » 14 % et le reste du monde 35 %.
Avec environ 2,737 milliards de dollars de chiffre d'affaires cumulé entre 2007 et 2012 et 1,149 milliard de dollars de bénéfice cumulé pendant la même période, chacun des 100 millions d'avis a donc généré environ 27 dollars de chiffre d'affaires et 11,5 dollars de bénéfice net.
- le référencement naturel ou SEO ;
- le référencement payant ou SEM ;
- les sites affiliés et qui diffusent le contenu de Tripadvisor : portails de voyage, offices de tourisme, hôtels, etc. ;
- le marketing viral grâce au partenariat avec Facebook ;
- Tripadvisor donne  également aux hôtels la possibilité d'inviter leurs clients à déposer un avis et met à la disposition des professionnels, des outils pour envoyer automatiquement des courriels après le départ de leurs clients.

### Acquisitions
TripAdvisor développe par ailleurs depuis 2009 son activité dans le domaine de la location touristique. Après la prise de contrôle de Flipkey (États-Unis) en août 2008 et de holidaylettings.co.uk (RU) en septembre 2010, le site a annoncé le 16 novembre 2011 un partenariat stratégique avec les acteurs de la location de vacances suivants: MediaVacances (France), Toprural (Espagne), Interhome (Suisse), Stayz (Australie). Depuis 2013, Tripadvisor a racheté les sociétés suivantes :
- Tinypost en mars 2013 ;
- Jetsetter en avril 2013 ;
- CruiseCritic en mai 2013 ;
- Niumba en mai 2013 ;
- GateGuru en juin 2013[12] ;
- LaFourchette en mai 2014[13],[14];
- Viator en 2014
- Housetrip en avril 2016[15].
- SinglePlatform en Décembre 2019.

## Concurrence
Alors que Fodor's, guide américain fondé en 1949, publie un classement des endroits où ne pas aller, pour les préserver,, dans une optique de tourisme durable s'adressant à la clientèle des pays sensibilisés à sa nécessité, Google a concurrencé des prestataires aux touristes comme Kayak, Expedia, ou TripAdvisor, en étant « créateur de technologies » leur permettant d'être « très actifs dans la coproduction de leur expérience touristique ».

## Controverses et actions en justice
Tripadvisor a été condamné dans plusieurs pays pour « pratiques commerciales trompeuses » (le site privilégiait les voyagistes en ligne du groupe Expedia, alors sa maison mère, pour le référencement des chambres d'hôtel et communiquait de fausses informations sur la réelle disponibilité de celles-ci) ainsi que pour avoir abrité de faux commentaires soi-disant postés par des touristes alors qu'ils étaient rédigés par des professionnels de l'Horeca qui y attaquaient leurs concurrents ou y vantaient leurs propres établissements en des termes élogieux.
En France, par exemple, le Tribunal de commerce de Paris a condamné en 2011 huit filiales du groupe Expedia, dont Tripadvisor qui en faisait partie à l'époque, à payer plus de 400 000 euros de dommages et intérêts au Synhorcat (le Syndicat national des hôteliers, restaurateurs, cafetiers et traiteurs) ainsi qu'à deux établissements hôteliers pour avoir porté atteinte aux intérêts de la profession et pour préjudice commercial,, tandis qu'en Italie, l'Autorité garante de la concurrence et du marché (AGCM) a infligé en 2014 à la filiale italienne de Tripadvisor une amende de 500 000 euros pour avoir fait croire aux consommateurs que les commentaires postés sur son site émanaient tous de touristes alors que certains étaient postés par des professionnels.
La société américaine, qui permet aujourd'hui de réserver des chambres d'hôtel par l'intermédiaire d'autres voyagistes que ceux du groupe Expedia, affirme toutefois de son côté que les avis des consommateurs ne sont pas publiés immédiatement mais qu'ils font l'objet d'un processus de vérification qui prend en compte les adresses de courriel et IP des auteurs et que ce processus tente également de détecter tout agissement suspect ainsi que tout abus de langage. Le site permet également à ses membres de signaler ces débordements qui sont alors passés en revue par une équipe de spécialistes responsables de la qualité des informations publiées. Tripadvisor alerte aussi par courriel les propriétaires des établissements listés sur son site chaque fois qu'un nouvel avis les concernant est publié afin qu'ils puissent user de leur droit de réponse.
Le 21 novembre 2022, le tribunal de commerce de Paris a condamné la société américaine Tripadvisor LLC à verser 50 000 € de dommages-intérêts à la société exploitant le site Bourse-des-vols.com, ainsi que 7 000 € au titre de l’article 700 du code de procédure civile, pour dénigrement,.